# Patinação artística nos Jogos Olímpicos de Inverno de 1968 - Individual feminino
A competição individual feminina da patinação artística nos Jogos Olímpicos de Inverno de 1968 foi disputado entre 32 patinadoras.

## Medalhistas
| Ouro   | USA Peggy Fleming    |
| Prata  | GDR Gabriele Seyfert |
| Bronze | TCH Hana Mašková     |

## Resultados
| #                 | Nome                  | País                   | PC | PL | Pontos | Pos.  |
| ----------------- | --------------------- | ---------------------- | -- | -- | ------ | ----- |
| Medalha de ouro   | Peggy Fleming         | USA Estados Unidos     | 1  | 1  | 1970.5 | 9     |
| Medalha de prata  | Gabriele Seyfert      | GDR Alemanha Oriental  | 2  | 2  | 1882.3 | 18    |
| Medalha de bronze | Hana Mašková          | TCH Checoslováquia     | 4  | 3  | 1828.8 | 31    |
| 4                 | Albertina Noyes       | USA Estados Unidos     | 5  | 7  | 1797.3 | 40    |
| 5                 | Beatrix Schuba        | AUT Áustria            | 3  | 12 | 1773.2 | 51    |
| 6                 | Zsuzsa Almassy        | HUN Hungria            | 6  | 8  | 1757.0 | 57    |
| 7                 | Karen Magnussen       | CAN Canadá             | 10 | 4  | 1759.4 | 63    |
| 8                 | Kumiko Okawa          | JPN Japão              | 8  | 5  | 1763.6 | 61    |
| 9                 | Janet Lynn            | USA Estados Unidos     | 14 | 16 | 1698.7 | 90    |
| 10                | Monika Feldmann       | FRG Alemanha Ocidental | 11 | 13 | 1687.1 | 99    |
| 11                | Sally-Anne Stapleford | GBR Grã-Bretanha       | 7  | 17 | 1680.9 | 105   |
| 12                | Elena Shcheglova      | URS União Soviética    | 13 | 10 | 1670.4 | 110   |
| 13                | Linda Carbonetto      | CAN Canadá             | 24 | 9  | 1662.9 | 111   |
| 14                | Kazumi Yamashita      | JPN Japão              | 15 | 14 | 1639.0 | 139   |
| 15                | Patricia Dodd         | GBR Grã-Bretanha       | 9  | 27 | 1634.6 | 140   |
| 16                | Galina Grzhibovskaya  | URS União Soviética    | 25 | 11 | 1628.5 | 144   |
| 17                | Petra Ruhrmann        | FRG Alemanha Ocidental | 16 | 18 | 1611.2 | 161   |
| 18                | Elisabeth Mikula      | AUT Áustria            | 17 | 19 | 1612.5 | 164   |
| 19                | Eileen Zillmer        | FRG Alemanha Ocidental | 12 | 23 | 1600.3 | 171   |
| 20                | Micheline Joubert     | FRA França             | 28 | 15 | 1594.8 | 182   |
| 21                | Marie Vichova         | TCH Checoslováquia     | 20 | 16 | 1580.4 | 187   |
| 22                | Charlotte Walter      | SUI Suíça              | 21 | 26 | 1571.5 | 202.5 |
| 23                | Elisabeth Nestler     | AUT Áustria            | 26 | 21 | 1562.6 | 208   |
| 24                | Frances Waghorn       | GBR Grã-Bretanha       | 22 | 28 | 1557.2 | 211   |
| 25                | Rita Trapanese        | ITA Itália             | 27 | 24 | 1549.2 | 216.5 |
| 26                | Haruko Ishida         | JPN Japão              | 18 | 25 | 1552.7 | 218   |
| 27                | Sylvaine Duban        | FRA França             | 19 | 29 | 1551.4 | 219   |
| 28                | Sonja Morgenstern     | GDR Alemanha Oriental  | 29 | 22 | 1475.9 | 251   |
| 29                | Beatrice Hustiu       | ROM Romênia            | 31 | 20 | 1457.2 | 257   |
| 30                | Hyun-Joo Lee          | KOR Coreia do Sul      | 30 | 30 | 1359.9 | 271   |
| 31                | Hae-Kyung Kim         | KOR Coreia do Sul      | 32 | 31 | 1336.2 | 277   |
| WD                | Lyndai Cowan          | CAN Canadá             | 23 |    |        |       |

Legenda
| Recorde mundial      | Recorde mundial (World record)               |                       | Recorde africano                      | Recorde africano (African) |                                           | Q | Classificado por posição (Qualified) |
| Recorde olímpico     | Recorde olímpico (Olympic record)            | Recorde da América    | Recorde da América (Americas)         | q                          | Classificado por melhor tempo (Qualified) |   |                                      |
| Melhor marca do ano  | Melhor marca do ano (World leading)          | Recorde asiático      | Recorde asiático (Asian)              | DNS                        | Não largou (Did not start)                |   |                                      |
| Recorde nacional     | Recorde nacional (National record)           | Recorde europeu       | Recorde europeu (European)            | DNF                        | Não terminou (Did not finish)             |   |                                      |
| Recorde pessoal      | Recorde pessoal do atleta (Personal best)    | Recorde da Oceania    | Recorde da Oceania (Oceania)          | DSQ / DQ                   | Desclassificado (Disqualified)            |   |                                      |
| Recorde da temporada | Recorde da temporada do atleta (Season best) | Recorde sul-americano | Recorde sul-americano (South America) | NM                         | Sem marca (No mark)                       |   |                                      |